# محمود عزت
محمود عزت ابراهیم (زاده ۱۳ اگوست ۱۹۴۴  میلادی) در شهر قاهره در مصر، نهمین رهبر یا مرشد عام جماعت اخوان المسلمین مصر است که پس ازدستگیری محمد بدیع در ۲۰ اگوست سال ۲۰۱۳ میلادی به صورت موقت به این سمت انتخاب شد.

## زندگی‌نامه
محمود عزت مدرک دیپلم خود را در سال ۱۹۶۰، لیسانس پزشکی را در سال ۱۹۷۵، فوق لیسانس را در سال ۱۹۸۰و دکتری خود را در سال ۱۹۸۵از دانشگاه الزقازیق دریافت کرد. وی همچنین از دانشسرای علوم اسلامی در سال ۱۹۹۸ فوق دیپلم گرفت. وی از همان دوران کودکی و در سال ۱۹۵۳ با تفکرات اخوان المسلمین آشنا شد و در سال ۱۹۶۲ به این گروه پیوست و در این زمان دانشجو بود وی سپس در سال ۱۹۶۵ بازداشت و محکوم به ده سال حبس شد. در سال ۱۹۷۴ از زندان آزاد شد و به تکمیل تحصیلات خود پرداخت و از دانشکده پزشکی در سال ۱۹۷۶ فارغ التحصیل شد. وی به فعالیتهای تبلیغی و پرورشی در مصر روی آورد و سپس برای کار در بخش آزمایشگاه دانشگاه صنعا در سال ۱۹۸۱ به یمن رفت. پس از مدتی برای تکمیل تز دکترای خود به انگلستان رفت و سپس به مصر بازگشت و دکتری خود را از دانشگاه الزقازیق در سال ۱۹۸۵ دریافت کرد.  وی همچنین در دوم ژانویه سال ۲۰۰۸ به سبب شرکت در تظاهراتی در قاهره در اعتراض به حمله اسرائیل به غزه بازداشت شد.

## حبس ابد
روز یکشنبه ۱۷ آوریل ۲۰۲۲، دادگاه عالی جنایی مصر «محمود عزت» رهبر و مرشد اخوان‌المسلمین را به اتهام همکاری با طرف‌های خارجی به حبس ابد محکوم کرد.